# Nesapterus protinoides
Nesapterus protinoides är en skalbaggsart som först beskrevs av Sharp 1879.  Nesapterus protinoides ingår i släktet Nesapterus och familjen glansbaggar. Inga underarter finns listade i Catalogue of Life.